# ژوزفین ژوبر
ژوزفین ژوبر (فرانسوی: Joséphine Jobert‎؛ زادهٔ ۲۴ آوریل ۱۹۸۵) بازیگر یهودی‌تبار اهل فرانسه است. وی از سال ۱۹۹۹ میلادی تاکنون مشغول فعالیت بوده‌است.
از فیلم‌ها یا مجموعه‌های تلویزیونی که وی در آن‌ها نقش داشته است، می‌توان به دانتون و مرگ در بهشت اشاره نمود.